# Pterygium colli
 Mise en garde médicale
Le pterygium colli est une malformation congénitale où le cou du sujet paraît court, large et bridé, quasi « palmé ». Cette anomalie peut participer à des syndromes génétiques distincts :
- syndrome de Noonan[1] ;
- syndrome de Turner[2],[3] ;
- et le plus rare encore syndrome de Klippel-Feil[3] (SKF).

L'étymologie du terme se réfère à Pterygium du grec ancien πτερύγιον, pterygion (petite aile) et Colli du Latin Collum (Cou).